# Imljani
Imljani su naseljeno mjesto u općini Skender Vakuf, Republika Srpska, Bosna i Hercegovina.

## Zemljopis
Pod zajedničkim nazivom Imljani označava se dio podvlašićkog platoa, koji se nalazi na 15 km zračne linije sjeverozapadno od planine Vlašić i Travnika. Smješten je između Ugra sa zapadne i jugozapadne strane, Kobilje i potoka Zmajevca na sjeveru i Ilomske s istočne strane. Cijeli ovaj rubni pojas ispresijecan je dubokim riječnim i strmim padinama tako da su visinske razlike među zaseocima velike. Nadmorska visina u niskom Pougarju kreće se između 550–600 metara, na ušću Ilomske oko 600 metara, a dok je srednja visina centralnog dijela Imljana je oko 1100 metara nadmorske visine. Ove visinske razlike znatno su ublažene u dolini Zmajevca na njegovoj istočnoj, izvorišnoj, strani prema naselju Zlovarići u Vlatkovićima, gdje šumski prijevoj Potkres pravi kontinuirani geomorfološki nastavak između Imljana i Petrova polja na istoku. Iako su Imljani u velikoj mjeri izolirani od susjednog Pougarja, Korićana, Kobilje (osim sjeveroistočne strane) i ogranaka Vlašića, mogu se uvrstiti u kompleks platoa ispod te planine, kao njen krajnji, sjeverozapadni nastavak, dok je sjeverni dio više povezan s krškim platoom tzv. Ravne Vrhovine.
Imljani obuhvaćaju niz zaselaka koja okružuju središnje naselje Vidovište, na kojem su ispostave lokalne vlasti, crkva i osnovna škola.

## Povijest
Najstarije pominjanje Imljana "na području Vrhovina"  pod današnjim imenom datira iz 16. stoljeća. Prema tim podacima, Imljani su tada imali 14 kuća, među kojima je bila i jedna muslimanska. Najvjerojatnije je to bila kuća s trgovinom Muje Šiprage, oca rahmetli Omera Šiprage, u kraju šire poznatog po nadimku "Poglavica", jer je u službenom  "Sarajevskom listu", 1890. izašao Oglas:
Naredni provjerljivi podaci su statistički popisi stanovnika iz vremena austro-ugarske okupacije. Prije popisa stanovništva Bosne i Hercegovine 1885.,Imljani su zabilježeni kao općina (džemat) Imlani (okrug Travnik, kotar Jajce) u čijem se sastavu nalazilo 12 sela, među kojima su Benići, Đenići, Makarići i Ponorci s područja današnjih Imljana; u njima je popisano ukupno 671 stanovnika. Isti broj stanovnika vidi se i iz Šematizma pravoslavne mitropolije i arhidijeze dabrobosanske za 1882. godinu. U tom izvoru spominje se i 55 kuća. Prema popisu stanovništva iz 1948., Imljani su imali 2019 stanovnika s 226 kuća, uračunavši tu i Petrovo Polje, koje se za vrijeme Drugog svjetskog rata počelo naseljavati imljanskim stanovništvom. Prema administrativno-teritorijalnoj podjeli 1955. god., Imljani potpadaju pod nadležnost NOO Šiprage, Srez Banja Luka. U Imeniku mjesta iz te godine, pored Imljana spominju se još Benići, Đenići, Makarići, Ponorci i Vujnovići. Ova naselja se ne spominju u Imeniku mjesta 1960., nego se navode samo Imljani. Novo sjedište NOO je Kotor-Varoš, a sjedište Sreza je Banja Luka.
Imljani, zajedno sa susjednom Kobiljom, Vlatkovićima i Donjim Korićanima, predstavljaju jednu širu ruralnu grupaciju. Od pomenutih sela izdvajaju se jednom specifičnošću: zajedničkom slavom sv. Simeuna Bogoprimca.
U naselju se nalazi rimsko nalazište s ostacima bazilike starokršćanske crkave.

### Srednjovjekovna Bosna
Dosta logično se pretpostavla da su se u dalekoj prošlosti Imljani nalazili u Župi Mel, s centrom u Melini. U njoj su se nalazili ostaci utvrde grada Korlač (ili Orlač). Odatle se mogao kontrolirati značajan put prema Župi Lašva, preko današnjeg Vitovlja i Dobretića.
Mel se povezuje i s područjem nekadašnje nahije Vrhovine, na planinskom području između Banja Luke i Jajca, s obje obale Vrbasa, uključujući i srednji tok Ugra, sa Skender Vakufom, Imljanima i Melinom.  Centar Vrhovina je bio u Skender Vakufu, koji je, prema provjerljivim podacima osnovan 1660. godine, a ranije ime mu nije zapisano.
Južno od Imljana, pri ušću Ilomske u Ugar, na Korićanskim stijenama nekada je postojao i grad Oštrec ili Oštrc. Na Gostilju (između Vitovlja) i Turbeta bio je stari grad Tisac, o čijim ostacima nema zabilježenih podataka. Selo "Korićane" je navedeno u popisu s kraja 16. stoljeća. Nahija Vrhovine je prvi put popisana u defteru iz 1528-130,  uključujući 8 naselja, sa 180 kuća. Taj popis je napravljen neposredno nakon pada Jajačke Banovine.

### Rat u Bosni i Hercegovini
U rubnom području mjesne zajednice, preko kanjona Ilomske nalazi se selo Donji Korićani. Ispod njih su Korićanske stijene, lokacija na kojoj je masakrirano preko 200 prijedorskih (bošnjačkih i hrvatskih) civila iz Prijedora i okolnih naselja, 21. kolovoza 1992. Zločin su počinile policijske i vojne snage Bosanskih Srba.  Civilima je naređeno da se postroje nad provalijom dubokom oko 300 m, a zatim su im rafalima pucali u leđa. Samo nekolicina je preživjela taj monstruozni zločin.
Dugo nakon toga iznad provalije su kružila jata gavranova – lešinara. Te činjenice su potvrđene i brojnim presudama na ICTY Tribunalu u Haagu.

## Stanovništvo

### Popisi 1971. – 1991.
| Imljani            |                |                |                |
| godina popisa      | 1991.          | 1981.          | 1971.          |
| Srbi               | 1.544 (98,65%) | 2.044 (98,83%) | 2.052 (99,37%) |
| Muslimani          | 3 (0,19%)      | 1 (0,04%)      | 0              |
| Hrvati             | 1 (0,06%)      | 6 (0,29%)      | 5 (0,24%)      |
| Jugoslaveni        | 5 (0,31%)      | 2 (0,09%)      | 0              |
| ostali i nepoznato | 12 (0,76%)     | 15 (0,72%)     | 8 (0,38%)      |
| ukupno             | 1.565          | 2.068          | 2.065          |

### Popis 2013.
| Imljani            |              |
| godina popisa      | 2013.        |
| Srbi               | 850 (99,77%) |
| Hrvati             | 0            |
| Bošnjaci           | 0            |
| ostali i nepoznato | 2 (0,23%)    |
| ukupno             | 852          |